# Alpes Grésivaudan Classic 2023
De tweede editie van de wielerwedstrijd Alpes Grésivaudan Classic vond plaats op 4 juni 2023. De 84 deelneemsters startten in Le Versoud en finishten 127,8 kilometer later in Crolles. De wedstrijd had de categorie 1.1. De Française Évita Muzic won, voor de Sloveense Urška Pintar en de eveneens Franse Morgane Coston.

## Parcours
De wedstrijd startte in Le Versoud. Onderweg moesten onder meer de Col des Ayes, de Col du Barioz en tweemaal de Côte de Petites Roches worden beklommen. De finish lag na een afdaling in Crolles. 

## Uitslag
| Plaats  | Naam              | Ploeg                           | Tijd     |
| ------- | ----------------- | ------------------------------- | -------- |
| Winnaar | Évita Muzic       | Frankrijk                       | 4u19'10" |
| 2       | Urška Pintar      | BTC City Ljubljana Scott        | + 43"    |
| 3       | Morgane Coston    | Cofidis                         | + 47"    |
| 4       | Dilyxine Miermont | St Michel-Mavic-Auber93         | + 1'06"  |
| 5       | Victoire Guilman  | Frankrijk                       | + 2'41"  |
| 6       | Špela Kern        | Cofidis                         | z.t.     |
| 7       | Simone Boilard    | St Michel-Mavic-Auber93         | + 4'48"  |
| 8       | Jade Wiel         | Frankrijk                       | z.t.     |
| 9       | Maude Le Roux     | WCC                             | + 5'25"  |
| 10      | Ségolène Thomas   | Grand Est-Komugi-Le Fabrique    | + 6'54"  |
| 11      | Anna Kiesenhofer  | Israel Premier Tech Roland Dev. | + 7'08"  |
| 12      | Émilie Fortin     | Cynisca                         | + 7'25"  |
| 13      | Eglantine Rayer   | Frankrijk                       | + 10'31" |
| 14      | Sara Casasola     | Born To Win G20 Ambedo          | z.t.     |
| 15      | Coralie Demay     | St Michel-Mavic-Auber93         | z.t.     |
| 16      | Flavie Boulais    | Cofidis                         | z.t.     |
| 17      | Fernanda Yapura   | Grand Est-Komugi-Le Fabrique    | z.t.     |
| 18      | Hayley Simmonds   | AWOL O'Shea                     | + 14'44" |
| 19      | Camille Fahy      | St Michel-Mavic-Auber93         | + 15'30" |
| 20      | Natalia Franco    | WCC                             | + 15'52" |

2022 · 2023 · 2024 · 2025